# Panevėžys (stacja kolejowa)
Panevėžys – stacja kolejowa w miejscowości Poniewież, w okręgu poniewieskim, na Litwie. Budynek dworca znajduje się na ul. S. Kerbedzio 9. Stacja jest zarządzana przez LTG Infra regionu szawelskiego.
Stacja leży na linii Radziwiliszki – Dyneburg. Na północ od dworca znajduje się stacja wąskotorowa Auksztockiej Kolei Wąskotorowej, której pociągi nadal obsługują głównie ruch turystyczny do miejscowości Onikszty.
W Poniewieżu dwa razy dziennie zatrzymuje się pociąg pasażerski z Szawli do Rakiszek i odwrotnie. Kursy koleją wąskotorową są nieregularne.

## Historia
Stacja powstała w XIX wieku.